# Harry Rosenberg

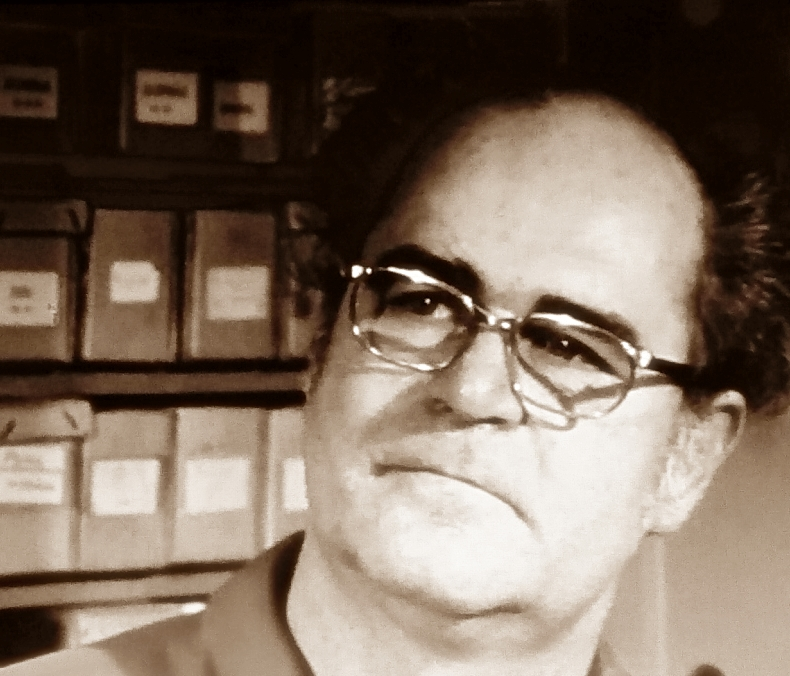
Harry Rosenberg um 1970

Harry Rosenberg (* 15. September 1925 in Fürstenberg/Havel; † 27. Oktober 2000 in Hamburg) war ein deutscher Seemann, Kuriositätenhändler und Fachmann für Münzen und Geldscheine. Sein Harrys Hafenbasar in Hamburg-St. Pauli lockte Besucher aus aller Welt.

## Leben
Harry Rosenberg, Sohn eines Kohlenhändlers in Mecklenburg-Pommern, arbeitete zunächst als Seemann. Bis Anfang der 1950er-Jahre fuhr er um die Welt und sammelte Souvenirs: von afrikanischen Masken über Münzen und Muschelgeld aus der Südsee bis zu malaysischen Schattenfiguren und Nippes. Als er aus gesundheitlichen Gründen seinen Beruf aufgeben musste, eröffnete er ein kleines Briefmarken- und Münzgeschäft in einem Keller in der Bernhard-Nocht-Straße  in 
St. Pauli und dekorierte es mit seinen Mitbringseln. Er machte die Erfahrung, dass Kunden vor allem an seinen afrikanischen Masken und anderen Raritäten aus fernen Ländern interessiert waren. Rosenberg erwarb den Nachlass der Hamburger Museumskneipe Käpt’n Haase (die mit der hinterlassenen Sammlung des 1934 verstorbenen August Emil Theodor Haase dekoriert war) und begann, bei ehemaligen Seemannskollegen dafür zu werben, ihm Besonderheiten aus aller Welt zu verkaufen. Mit diesem Grundstock eröffnete er 1954 sein Raritätengeschäft mit Museumscharakter. In einer Seitenstraße der Reeperbahn nahe den Landungsbrücken lag es vor allem für Seeleute und Touristen günstig. Im Schaufenster sorgte ein angeblich echter Schrumpfkopf für Aufsehen.

## Erfolg
Mit seinem langen Bart galt Harry Rosenberg bald als Original. Sein Bestand wuchs auf über 300.000 Exponate und füllte immer mehr verwinkelte Gewölbe des ehemaligen Spirituosenkellers der Firma Niebuhr. Zeitungen und Fernsehen berichteten, Reiseführer aus vielen Ländern wiesen auf das Kuriositätenmuseum hin, das zu einem geringen Eintrittspreis zu besichtigen war. 
Im Regionalfernsehen erzählte Rosenberg von seinem Ziel, ein großes Münzgeschäft zu eröffnen, wenn er genügend Münzen gesammelt hätte, um konkurrenzfähig zu sein. Er würde sich den Bart abrasieren, um als Geschäftsmann ernst genommen zu werden. Als das Ziel erreicht war, wurde Harry Rosenberg (ohne Bart) als Fachmann bekannt. Er verschickte selbsterstellte Münzkataloge. Der von ihm erstellte Katalog Die Banknoten des Deutschen Reichs ab 1871 erreichte 19 Auflagen. Von der 6. Auflage an zeichnete sein Sohn Holger mitverantwortlich. Der erarbeitete sich selbst einen Namen als international anerkannter Fachmann für altes Papiergeld und eröffnete einige Häuser neben dem Hafenbasar ein Fachgeschäft. Das Zeichen Ro, das die Rosenbergs entwickelt hatten, gilt heute als Standard für die Katalogisierung alten Papiergeldes. (Unter dem alten Namen führt Hans-Ludwig Grabowski den Katalog von der 12. Auflage an weiter.)

## Umbruch
1996 wurden die Räume des Hafenbasars gekündigt, weil sie einer Erweiterung des Erotikmuseums dienen sollten. Der umfangreiche Umzug in einige Häuser weiter wurde mit einer Menschenkette hilfsbereiter St. Paulianer bewältigt.
Harry Rosenberg starb im Oktober 2000. Sein Sohn Harald war schon 1987 mit nur 29 Jahren gestorben.
Die Nachfolgerin im Hafenbasar, Tochter Karin, erlitt im April 2011 einen tödlichen Herzinfarkt. Auch ihr Nachfolger, der HNO-Arzt Gereon Boos, starb. Harrys Hamburger Hafenbasar ist heute in einem alten Schiffskran in der Hafen-City am Sandtorkai untergebracht. Wulf Köpke, ehemaliger Direktor des Hamburger Museums für Völkerkunde setzte sich für den Erhalt ein.

## Filme
- Bilder vom ursprünglichen Harrys Hafenbasar sind in dem Semi-Dokumentarfilm von Jürgen Möller: Hanseatischer Frühling zu sehen, der in der Staatlichen Landesbildstelle Hamburg verwahrt wird.
- Interview mit Rosenberg in dem Dokumentarfilm: St-Pauli melancholisch von Monika Schlecht und Herbert Irek (Kamera). Erstsendung 30. März 1972 im NDR-Fernsehen.
- Bilder vom Hafenbasar auf Youtube